# Nübel

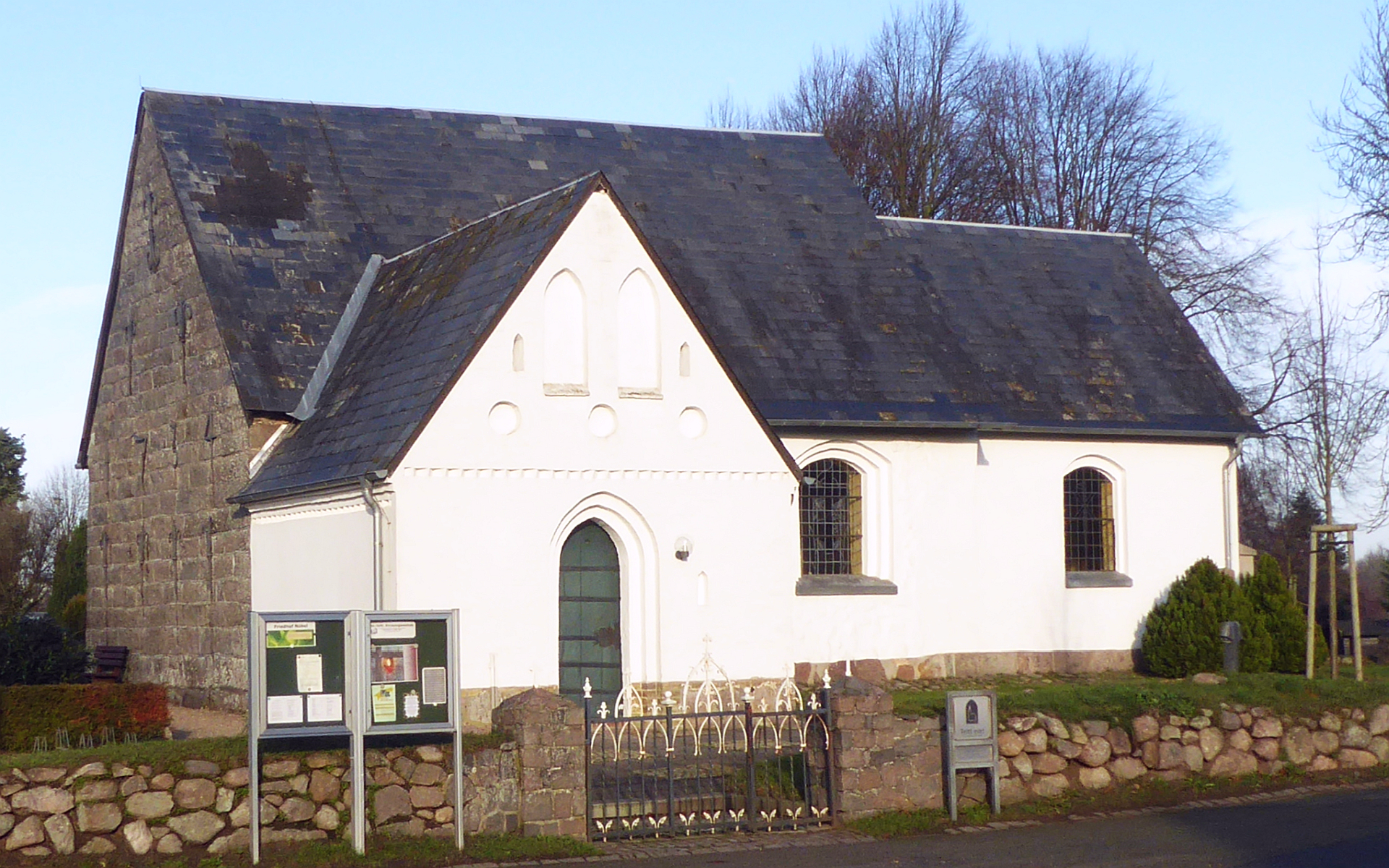
Marienkirche zu Nübel – Feldsteinkirche mit Natursteinquadermauerwerk auf der Westseite (Foto 2018)

Nübel (dänisch: Nybøl) ist eine Gemeinde im Kreis Schleswig-Flensburg in Schleswig-Holstein.

## Geografie
Nübel liegt etwa fünf Kilometer nördlich von Schleswig am Langsee. Südlich verläuft die Bundesstraße 201 von Husum nach Kappeln, westlich die Bundesautobahn 7 von Schleswig nach Flensburg. Durch Brekling, Hoheluft und Triangel verläuft die Landesstraße 22. In Triangel mündet die L 22 in die B 201.

## Ortsteile
Die Gemeinde besteht aus den Orten Berend (Bjernt), Brekling (Bregling) und Nübel. Außerdem liegen Breklingfeld, Haarholm (Hareholm), Hoheluft (Højenloft), Guldenholm (Guldholm) und Triangel (auch Osterkrug, dän. Triangel oder Østerkro) im Gemeindegebiet.

## Geschichte
Der Ort Nübel wurde erstmals 1196 namentlich erwähnt. Der Ortsname besteht aus zwei Wortbestandteilen. Die erste Silbe „Nü“ weist auf etwas „Neues“ und das Suffix „bel“ (dänisch bøl) auf eine Siedlung hin. Der Ortsname bedeutet also „neue Siedlung“.
Der Ortsname Brekling (Bregling) wurde erstmals 1196 (Dipl. dan. 1, 3, 216) schriftlich dokumentiert. Er setzt sich aus dän. bregne (Farnkraut) und dem Suffix -ung/-ing zusammen. Die Bedeutung wäre Ort oder Gegend, wo Farnkraut wächst.
In Berend verübte am 8. Mai 1945 der NS-Politiker Bernhard Rust Suizid durch Erschießen.
Am 1. Januar 1971 wurden die Gemeinden Brekling und Nübel zur neuen Gemeinde Brekling-Nübel zusammengeschlossen. Am 1. Januar 1974 kam Berend hinzu. Der Name der Gemeinde wurde amtlich in Nübel geändert.

## Politik

### Gemeindevertretung
Bei der Kommunalwahl am 14. Mai 2023 wurden insgesamt dreizehn Sitze vergeben. Die SPD erhielt acht Sitze und die Wählergruppe Nübel fünf Sitze.

### Wappen
Blasonierung: „Über blau-goldenen Wellen in Gold ein bewurzelter blauer Eichbaum, dessen Stamm sich unterhalb der Mitte in drei gleichmäßig starke Äste teilt.“

## Wirtschaft
Das Gemeindegebiet ist durch Landwirtschaft sowie Handel und Dienstleistungsunternehmen für die Nahversorgung geprägt und liegt im direkten Einzugsgebiet von Schleswig.

## Sehenswürdigkeiten

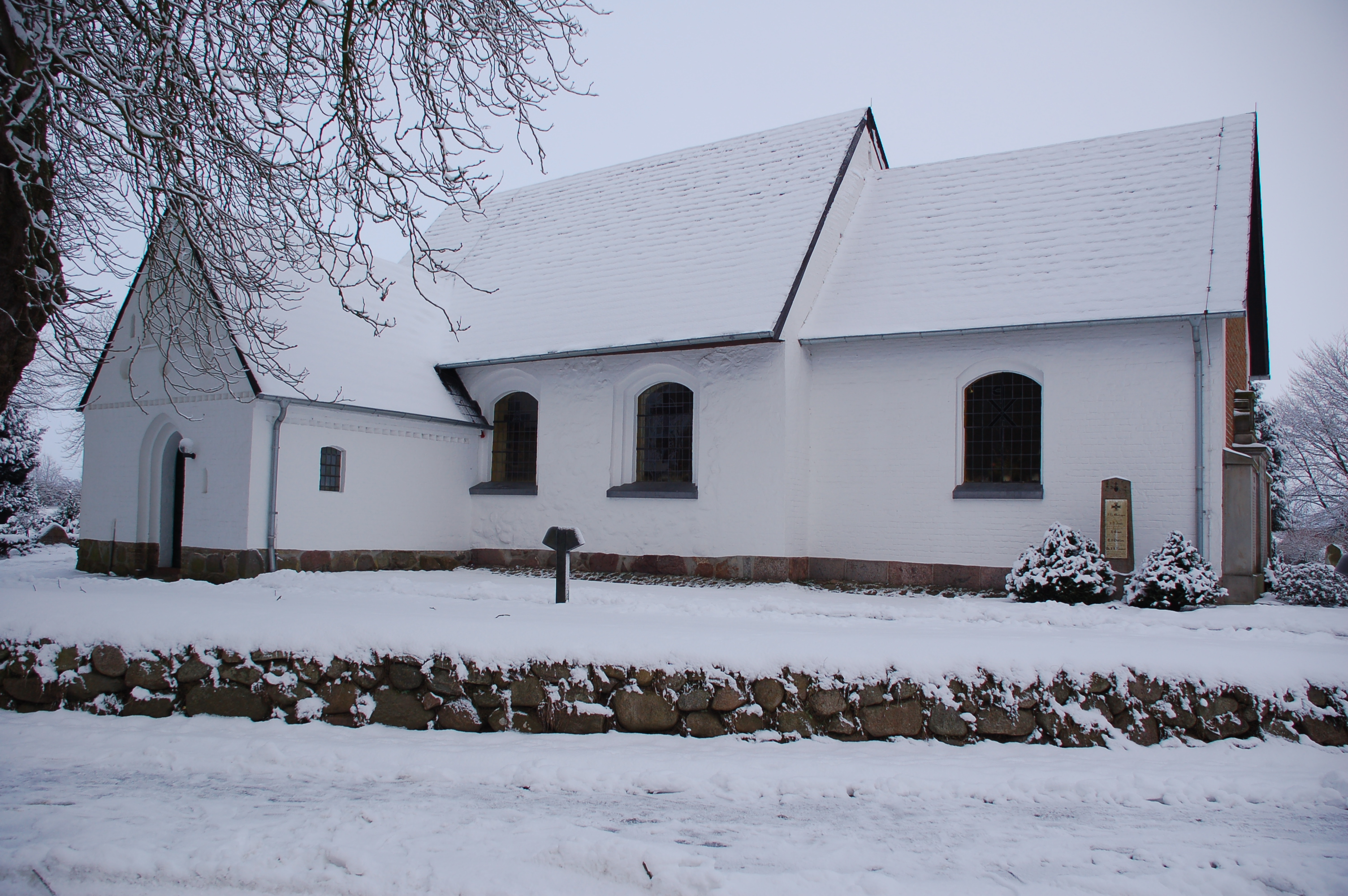
Die Marienkirche

Nübel ist Standort der  Marienkirche. Die Kirchengemeinde umfasst neben den Ortschaften der Gemeinde Nübel auch den Ort Neuberend.

## Söhne und Töchter der Gemeinde
- Jürgen Bachmann (1872–1951), Architekt
- Elisabeth Vormeyer, (* 28. September 1893; † 6. Juni 1985 in Kiel), Lehrerin und Politikerin (CDU)
- Hermann Knuth (1904–1986), Kapitän zur See der Bundesmarine
- Karlheinz Stegemann (* 1936), Politiker